# Apostolisches Vikariat Asmara
Das Apostolische Vikariat Asmara (lat.: Vicariatus Apostolicus Asmarensis Latinorum) war ein in Eritrea gelegenes römisch-katholisches Apostolisches Vikariat mit Sitz in Asmara.
Es wurde am 13. September 1894 aus Gebietsabtretungen des Apostolischen Vikariats Abessinien als Apostolische Präfektur Eritrea begründet, am 7. Februar 1911 zum Apostolischen Vikariat erhoben und änderte am 25. Juli 1959 seinen Namen in Apostolisches Vikariat Asmara. Am 4. Juli 1930 wurde ein Ordinariat für die Indigenen eingerichtet, und das Vikariat war nur für lateinische Gläubige in Eritrea zuständig. Es wurde am 21. Dezember 1995 aufgelöst. Seit damals unterstehen alle katholischen Gläubige Eritreas, auch die der lateinischen Rituskirche, der lokalen ostkirchlichen Jurisdiktion der eritreisch-katholischen Kirche.

## Ordinarien
- Camillo Francesco Carrara, O.F.M. Cap. (1910–1924)
- Celestino Annibale Cattaneo, O.F.M. Cap. (1925–1936)
- Giovanni C. Luigi Marinoni, O.F.M. Cap. (1936–1961)
- Zenone Albino Testa, O.F.M. Cap. (1961–1971)